# 3204 Lindgren
3204 Lindgren eller 1978 RH eller Asteroiden Lindgren är en asteroid som upptäcktes av den rysk-sovjetiska astronomen N. S. Tjernych vid Krims astrofysiska observatorium på Krim, den 1 september 1978. År 1996 blev asteroiden uppkallad efter den svenska författaren Astrid Lindgren av Rysslands vetenskapsakademi. När det tillkännagavs sägs det att Astrid Lindgren uttalat sig "Från och med nu kan ni tilltala mig Asteroiden Lindgren".